# Max Arkadjewitsch Taiz

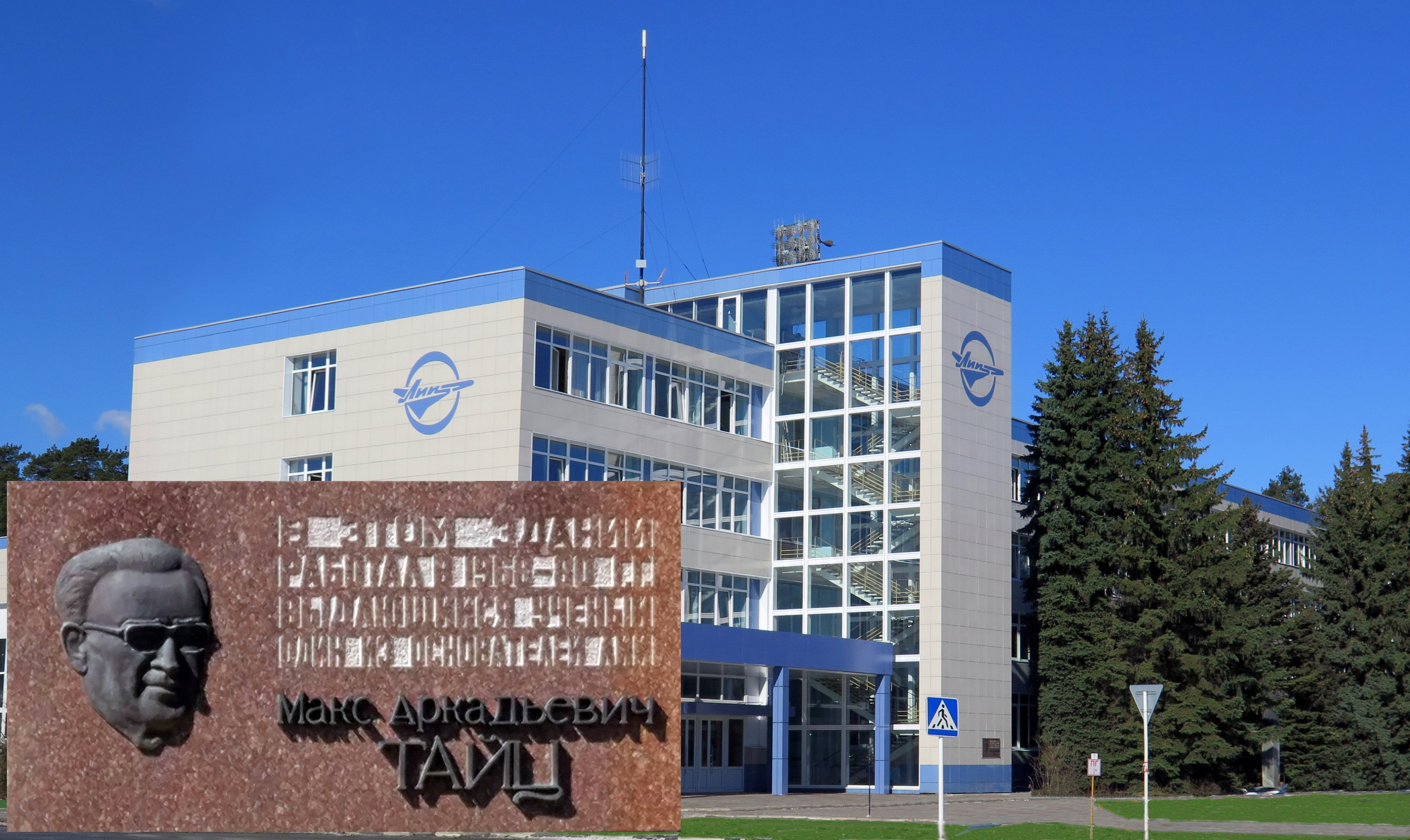
Taiz-Gedenktafel am Hauptgebäude des LII

Max Arkadjewitsch Taiz (russisch Макс Аркадьевич Тайц, wiss. Transliteration Maks Arkad'evič Tajc; * 21. Januarjul. / 3. Februar 1904greg. in Warschau; † 23. Juli 1980 in Schukowski) war ein sowjetischer Aerodynamiker und Hochschullehrer.

## Leben
Taiz war der Sohn des Handelsvertreters Izchok-Aaron (Issaak-Arkadi) Sacharowitsch Taiz aus Kaunas (1868–1935) und seiner Frau Sara Mowschewna (Sofja Moissejewna geborene Wilentschuk (1874–1951)). Infolge des Ersten Weltkrieges flüchtete die Familie Taiz 1915 aus Warschau nach Moskau. Taiz besuchte dort zusammen mit seinem jüngeren Bruder das private Sokolowa-Korobowa-Gymnasium. Darauf studierte Taiz an der Mechanik-Fakultät der Moskauer Technischen Hochschule (MWTU). Daneben arbeitete er für seinen Lebensunterhalt als Buchbinder und Korrektor in einigen Moskauer Verlagen. 1925 heiratete er die MGU-Studentin Iraida Sejest (1902–1981), die eine bekannte Archäologin wurde und später im Puschkin-Museum und im Institut für Archäologie der Akademie der Wissenschaften der UdSSR arbeitete und mit der er 4 Töchter bekam. Während seines letzten Hochschulkurses arbeitete Taiz als Techniker im Forschungsinstitut der Luftstreitkräfte der UdSSR und absolvierte ein Flugpraktikum in Sewastopol.
Nach dem erfolgreichen Abschluss des Studiums 1929 wurde Taiz im Zentralen Aerohydrodynamischen Institut (ZAGI) angestellt. Er arbeitete zusammen mit Wsewolod Simonowitsch Wedrow in der Sektion für Fluguntersuchungen unter der Leitung von Alexander Wassiljewitsch Tschessalow. Erste Erfolge erzielte Taiz bei der Mitarbeit an den von Michail Michailowitsch Gromow geleiteten Prüfungen des Bombers TB-5. 1934–1937 arbeitete Taiz in der technischen Kommission für die Vorbereitung der Rekordflüge der ANT-25. Er spielte eine wichtige Rolle bei der Vorbereitung des Flugzeugs für den Flug der Mannschaft Waleri Pawlowitsch Tschkalows und die Planung dieses Flugs. Taiz schlug Andrei Nikolajewitsch Tupolew für die Flügel der ANT-25 zur Verbesserung der Aerodynamik gewellte Oberflächen vor, was dann auch realisiert wurde. Taiz war auch an Gromows Rekordflug in die USA beteiligt. Zusammen mit Alexander Iwanowitsch Makarewski entwickelte Taiz in den 1930er Jahren Geräte und Methoden zur Messung der Festigkeiten von Bauteilen und der Druckverteilung auf Oberflächen und  zur optischen Beobachtung der Verformungen.
Als während des Großen Terrors Tupolew und viele Flugzeugkonstrukteure und auch sein älterer Bruder Dawid Taiz verhaftet wurden, verließ Taiz vor einer möglichen Verhaftung das ZAGI und fand eine Stelle als Redakteur in der Staatlichen Wissenschaftsbibliothek des Volkskommissariats für Schwermaschinenbau. 1939 wurde er Dekan der Fakultät für Theoretische Mechanik der Allunionsindustrieakademie.
1940 holte das ZAGI Taiz zurück als Gruppenleiter. Zusammen mit Tschessalow, Wedrow und Grigori Semjonowitsch Kalatschow initiierte er die Gründung des Flugforschungsinstituts (LII) in Schukowski auf der Basis der Sektion für Flugforschung des ZAGI. Im Gegensatz zum Forschungsinstitut des Volkskommissariats für Rüstungsindustrie für die Erprobung von Flugzeugen sollte das LII die führende Rolle in der vorgreifenden Luftfahrtforschung unabhängig von den laufenden Entwicklungen übernehmen. Taiz war dort Leiter des Laboratoriums Nr. 2 und Vizechef für Wissenschaft.
Während des Deutsch-Sowjetischen Krieges leitete Taiz die Evakuierung des wissenschaftlichen Teils des LII nach Nowosibirsk. Er leitete dann in Nowosibirsk und Moskau die wissenschaftliche Arbeit und die Flugversuche zur Erhöhung der Höchstgeschwindigkeit, Erweiterung der Manövrierbarkeit und Verminderung des Treibstoffverbrauchs der Jagdflugzeuge und Bomber an der Front. 1945 wurde Taiz, der Deutsch sprach, als Leiter einer technischen Gruppe vom Volkskommissariat für Luftfahrtindustrie (NKAP) in die Heeresversuchsanstalt Peenemünde geschickt, wo der Marschflugkörper V1 und die Rakete V2 entwickelt worden waren.
1945–1947 initiierte Taiz zusammen mit Tschessalow den Bau von fliegenden Laboratorien (LL) des LII auf der Basis der Tu-2 für die Untersuchung und Erprobung von Düsentriebwerken. Taiz entwickelte eine Ähnlichkeitstheorie für Düsentriebwerke. Er leitete die Erprobungen der Düsenjäger MiG-9, MiG-15, MiG-19, Su-9 und anderer.
Während der Kampagne gegen die wurzellosen Kosmopoliten Ende der 1940er Jahre wurde Taiz entlassen. Im Zusammenhang mit Forschungs- und Entwicklungsarbeiten zur Marschflugkörper- und Raketentechnik wurde Taiz 1952 wieder ins LII zurückgeholt. Er führte nun diese Arbeiten zusammen mit dem künftigen Institutschef Wiktor Wassiljewitsch Utkin und Alissa Moissejewna Snamenskaja durch. Daraus resultierte der erste Marschflugkörper KS-1, dessen Erprobung Taiz leitete. Der LII-Institutschef Nikolai Sergejewitsch Strojew ließ Taiz zu seinem Stellvertreter ernennen trotz der Widerstände aufgrund dessen jüdischer Nationalität, des nicht vollzogenen Eintritts in die KPdSU und der Verwandten, die Opfer des Großen Terrors waren oder im Ausland lebten.
Taiz war Initiator und Gründungsleiter des sowjetischen Zertifizierungssystems für Zivilflugzeuge und Hubschrauber. Seine Aktivitäten führten zum Eintritt der UdSSR in die Internationale Zivilluftfahrtorganisation (ICAO). 1970 organisierte er ein sowjetisch-französisches Symposium zu Fragen der Standardisierung und Zertifizierung von Flugzeugen. An den Arbeiten waren Strojew, Utkin, Arseni Dmitrijewitsch Mironow, Wladimir Wassiljewitsch Kostotschkin, Wassili Iwanowitsch Botscharow und andere beteiligt. Zusammen mit den Ministerien für Luftfahrtindustrie (MAP) und Zivilluftfahrt (MGA) wurden die ersten sowjetischen Normen für Flugzeuge entwickelt und eingeführt. In der Zeit von 1960 bis 1970 leitete Taiz die Arbeiten des LII für die Entwicklung des staatlichen Flugüberwachungssystems.
Neben seiner Forschungs- und Entwicklungstätigkeit lehrte Taiz an der MWTU (1938–1940), am Moskauer Staatlichen Luftfahrtinstitut (MAI) und Moskauer Institut für Luftfahrttechnik (MATI) (1940–1941) und am Moskauer Institut für Physik und Technologie (MFTI) (1955–1980). 1955 wurde er zum Doktor der technischen Wissenschaften promoviert. 1957 folgte die Ernennung zum Professor. 1965–1974 leitete er einen Lehrstuhl des MFTI.

## Ehrungen, Preise
- Medaille „Für die Verteidigung Moskaus“ (1944)
- Leninorden (1944, 1966)
- Orden des Vaterländischen Krieges I. Klasse (1945)
- Stalinpreis III. Klasse (1949), II. Klasse (1953)
- Verdienter Wissenschaftler und Techniker der RSFSR (1961)
- Orden der Oktoberrevolution
- Orden des Roten Banners der Arbeit (dreimal)
- Jubiläumsmedaille „Zum Gedenken an den 100. Geburtstag von Wladimir Iljitsch Lenin“ (1970)
- Medaille „Veteran der Arbeit“
- Goldmedaille der Ausstellung der Errungenschaften der Volkswirtschaft